# Filozofie dialogu
Filosofie dialogu je filosofický směr, který odmítá reduktivní pojetí člověka jako věci (předmětu zkoumání) a zdůrazňuje svébytnost každé lidské bytosti, kterou je třeba respektovat a k níž se lze přiblížit pouze v dialogu. Za zakladatele filosofie dialogu se pokládá židovský filosof Martin Buber.

## Já a Ty
Ve slavné knize „Já a Ty“ z roku 1923 Buber navázal na myšlenky personalismu a rozlišil dvě „základní slova“ (Grundwort) „Já-Ty“ a „Já-Ono“, jež charakterizují přístup člověka ke skutečnosti. Buberův zájem se tedy netýká zkoumání povahy skutečnosti samé, ale především mého postoje a přístupu k ní.
V oblasti „Já-Ono“ je podle Bubera charakteristické, že člověk všechny skutečnosti pokládá za věci, s nimiž může zacházet podle svých potřeb, zkoumat je, manipulovat a využívat ke svým účelům jak právě potřebuje. Naproti tomu v oblasti základního slova „Já-Ty“ uznávám svébytnou autonomii druhého jako svobodné („oddělené“) bytosti, s níž nesmím zacházet jako s věcí. Pokud se s ní chci seznámit a přiblížit se jí, musím ji oslovit a čekat na to, co mi sama o sobě sdělí.
Vztah k věcem, vztah „Já-Ono“ lze popsat a vyjádřit a je tedy libovolně přístupný i dalším lidem; to je základ každé objektivity a tudíž i vědy. Naproti tomu vztah „Já-Ty“ je zásadně vztah mezi dvěma osobami, který je přístupný pouze jim jakožto účastníkům tohoto vztahu. Třetí osoba jej může pozorovat zvenčí, ale jen s omezeními; vstoupit do něho nemůže. Charakteristickým výrazem vztahu já-ty je potřeba soukromí a intimity i respekt vůči ní; odtud lze pochopit celou řadu společenských zvyklostí – například listovní tajemství nebo zákaz poslouchat za dveřmi a vůbec vnikat bez pozvání do soukromí druhých.

## Buberovi pokračovatelé
Tyto základní myšlenky dále rozvíjela řada myslitelů, zejména Buberův přítel, židovský filosof Franz Rosenzweig a rakouský katolický filosof Ferdinand Ebner. Buber také ovlivnil personalistické filosofy a řadu významných teologů 20. století. Originálním způsobem na Bubera a Rosenzweiga navázal francouzský fenomenolog Emmanuel Lévinas svým pojetím Tváře druhého. Základní lidskou zkušeností je podle Lévinase „setkání s tváří“, která se sice nebrání, nýbrž je naopak nahá a bezbranná, nicméně mne oslovuje svým příkazem „nezabiješ“.
Odtud Lévinas soudí, že filosofie začíná etikou, totiž uvědoměním, že moje svoboda nemá žádné oprávnění a musí se nejprve legitimovat právě uznáním Druhého jako svébytné osoby. „První filosofie“ tedy není metafysika ani ontologie jakožto zkoumání bytí, nýbrž sebeomezení a respekt ke Druhému, který vždy přesahuje moji představu o něm. Spravedlnost je podle Lévínase požadavek „přistupovat ke druhému zpředu“ a dát mu příležitost promluvit. „Schopnost a ochota k řeči“ (aptitude a la parole) je pak podle něho vlastním výměrem míru.
V českém prostředí rozvíjel filosofii dialogu Karel Vrána a zejména Jolana Poláková.

## Dialog a diskurz
Války 20. století a nacistické vyvražďování Židů ukázaly, jak je Buberův přístup aktuální – jak důrazem na jedinečnost lidské osoby a osobního vztahu, tak odmítáním jakéhokoli násilí. Poněkud jiné pojetí rozhovoru jako svobodného vyjednávání a hledání kompromisů, zejména ve veřejných záležitostech, představuje diskurzivní etika K. O. Apela a J. Habermase: pro společnost je závazné jen to, na čem se všichni její členové svobodně dohodli. Předem platí jen pravidla věcného rozhovoru a kategorický požadavek, že z tohoto vyjednávání nesmí být nikdo vyloučen.

## Hlavní představitelé
- Martin Buber (1878–1965)
- Ferdinand Ebner (1882–1931)
- Romano Guardini (1885–1968)
- Emmanuel Lévinas (1906–1995)
- Franz Rosenzweig (1886–1929)
- Eugen Rosenstock-Huessy (1888–1973)